# Indium
Indium (chemická značka In, latinsky Indium) je snadno tavitelný kov, bílé barvy, měkký a dobře tažný.

## Základní fyzikálně-chemické vlastnosti
Poměrně řídce se vyskytující kov, nalézající se obvykle jako příměs v rudách hliníku a zinku. V přírodě se vyskytuje pouze ve sloučeninách, běžné mocenství je InIII, pouze výjimečné a nestálé je InI.
Je supravodičem prvního typu za teplot pod 3,403 K.
Objevili jej roku 1863 Ferdinand Reich a Hieronymus T. Richter ve spektru zbytků po zpracování zinkové rudy sfaleritu. Odtud pochází i jeho jméno podle modrého zbarvení spektrální čáry, připomínající organické barvivo indigo.

## Výskyt a výroba
- Indium je v zemské kůře značně vzácným prvkem.[2] Průměrný obsah činí pouze 0,1 ppm. V mořské vodě je jeho koncentrace natolik nízká, že ji nelze změřit ani nejcitlivějšími analytickými technikami. Ve vesmíru připadá na jeden atom india přibližně 100 miliard atomů vodíku.
- V horninách se vyskytuje vždy pouze jako příměs v rudách hliníku a zinku, z nichž je také průmyslově získáváno elektrolýzou roztoku chloridu inditého InCl3.[2]
- V lednu 2009 bylo oznámeno, že vědci z technické univerzity v saském Freibergu objevili v Krušných horách kolem tisícovky tun india.[3][4]

Vzhledem k omezené dostupnosti hrozí v nejbližších letech kritický nedostatek zdrojů prvku pro technologické využití.

## Využití
- První významnější využití kovového india spočívalo v ochraně ložisek např. leteckých motorů proti opotřebování a korozi, a to metodou galvanického pokovování. Z tohoto pohledu je indium důležité i v dnešní době.

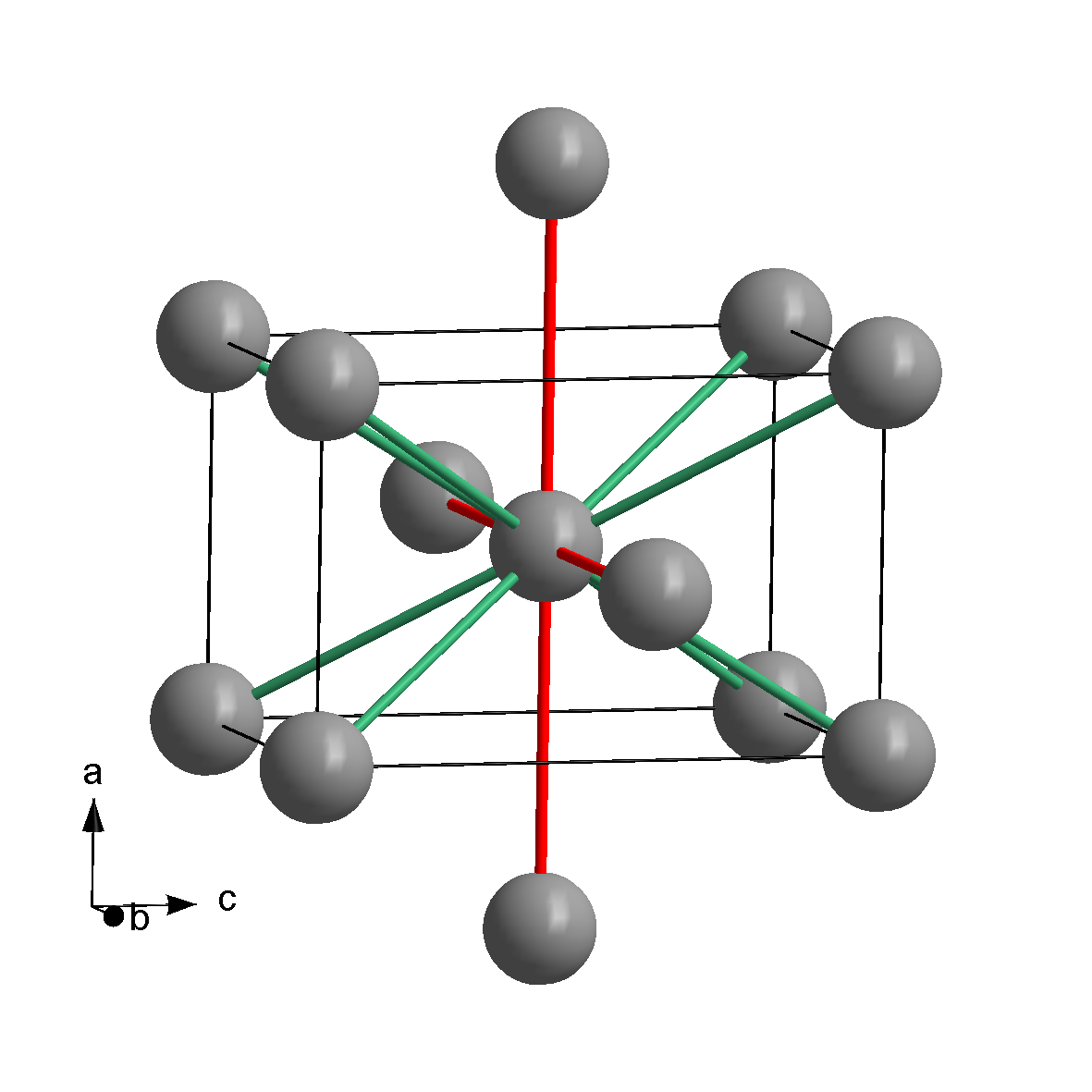
Krystalická struktura india

- Některé slitiny mají nízké teploty tání. Toho se využívá ve slitinách s galliem, kadmiem, olovem a cínem, z nichž se vyrábí tavné pojistky pro teploty mezi 0–100 °C využitelné např. pro spouštění samočinných hasicích systémů. Slitina Galinstan (Ga+In+Sn) je kapalná dokonce i při teplotách do −20 °C.
- Tenká vrstva india nanesená na rovný povrch vytváří velmi kvalitní zrcadlovou plochu, která je značně odolnější vůči korozi než klasická stříbrná zrcadla. Kromě toho tato speciální indiová zrcadla odrážejí všechny části světelného spektra a jsou nejkvalitnějšími zrcadly.
- V jaderné energetice slouží slitina Ag-Cd-In jako materiál pro výrobu kontrolních moderátorových tyčí pro některé typy jaderných reaktorů.
- Největší využití nachází indium v současné době v elektronickém průmyslu. Slitiny Ge-In jsou důležitým prvkem při výrobě mnoha polovodičových prvků – zejména tranzistorů, dále pak termistorů a světlo emitujících diod (LED). Tenké vrstvy ITO (Indium Tin Oxide) jsou elektricky vodivé a současně průhledné a proto jsou klíčovou součástí LCD displejů a dotykových obrazovek. Indium slouží také k pájení polovodičových spojů za nízkých teplot. Další využití lze najít na povrchu CD disků, kde se indium používá opět v tenké vrstvě na zpevnění celého disku.